# بيل ميلور
بيل ميلور (بالإنجليزية: Bill Mellor)‏ هو لاعب كرة قاعدة أمريكي، ولد في 6 يونيو 1874 في كامدن في الولايات المتحدة، وتوفي في 5 نوفمبر 1940.

## روابط خارجية
- بيل ميلور على موقعبيزبول رفرنس.كوم (الدوري الرئيسي) (الإنجليزية)